# Чемпионат мира по горнолыжному спорту 2013

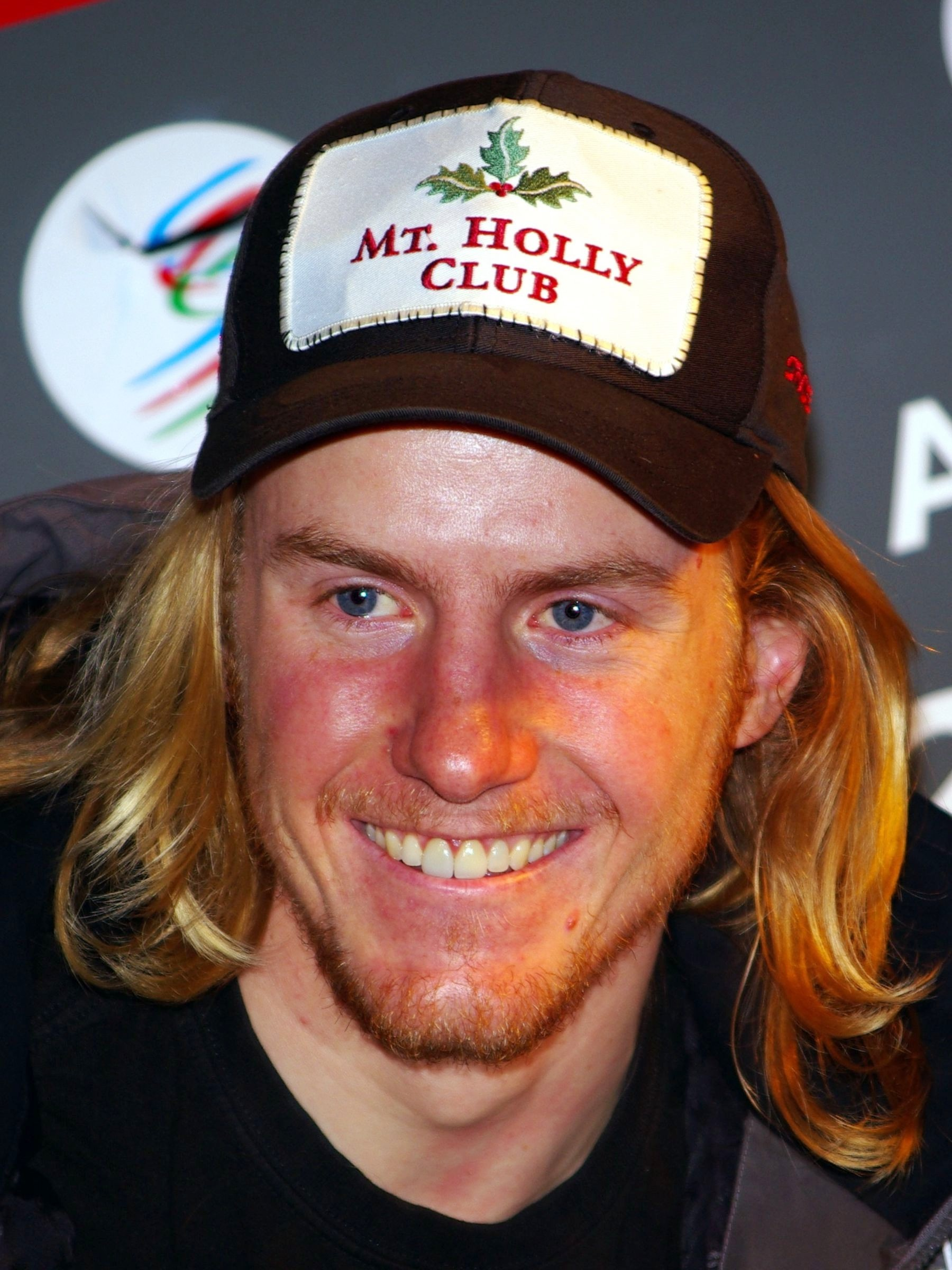
Американец Тед Лигети выиграл три золота: супергигант, суперкомбинация и гигантский слалом

42-й чемпионат мира по горнолыжному спорту проходил в австрийском Шладминге с 5 по 17 февраля 2013 года. Шладминг во второй раз в истории принимал чемпионат мира по этому виду спорта, в 1982 году здесь прошёл 27-й чемпионат мира.

## Общая информация
Выборы места проведения чемпионата состоялись 29 мая 2008 года в Кейптауне. Шладминг, уступивший в борьбе за чемпионат мира 2011 года немецкому Гармиш-Партенкирхену, на этот раз опередил трёх других претендентов.
Было разыграно 11 комплектов наград: мужчины и женщины выявили сильнейших в скоростном спуске, супергиганте, гигантском слаломе, слаломе и суперкомбинации, а также были разыграны медали в командном первенстве (смешанная дисциплина для мужчин и женщин). Дисциплины прошли в том же порядке, что и на чемпионате мира 2011 года.
Уже в первом старте чемпионата на трассе супергиганта тяжёлую травму правого колена получила знаменитая американка Линдси Вонн. В результате сезон 2012/13 для неё закончился, на восстановление потребовалось около 6 месяцев. Из-за последствий травмы Вонн была вынуждена пропустить зимние Олимпийские игры 2014 года в Сочи.
На следующий день после инцидента с Вонн после падения на трассе супергиганта травму колена получил норвежец Хьетиль Янсруд, который также был вынужден пропустить остаток сезона 2012/13.
Норвежец Аксель Лунд Свиндаль не остался без золота на четвёртом чемпионате мира подряд (2007, 2009, 2011 и 2013).
Героем чемпионата стал 28-летний американец Тед Лигети, выигравший три золота — супергигант, суперкомбинация и гигантский слалом (в последней дисциплине Тед защитил свой титул 2011 года). Лигети выиграл больше золотых наград, чем любая страна на чемпионате. Лигети стал первым с 1968 года горнолыжником, завоевавшим на одном чемпионате мира не менее трёх золотых медалей (в 1968 году в Гренобле на чемпионате мира в рамках Олимпийских игр 4 золота из 4 возможных выиграл Жан-Клод Килли).
По общему количеству наград первое место заняли хозяева-австрийцы (8), при этом только в последний день чемпионата усилиями Марселя Хиршера они выиграли единственную золотую медаль в личной дисциплине.
Лидер общего зачёта Кубка мира 2012/13 Марсель Хиршер завоевал в итоге две золотые и одну серебряную медаль. Три медали (золото и два серебра) увезла из Шладминга и лидер женского Кубка мира словенка Тина Мазе.

## Медалисты

### Мужчины
| Дисциплина                      | Дата       | Золото                        | Серебро                   | Бронза                        |
| Скоростной спуск см. подробнее  | 9 февраля  | Аксель Лунд Свиндаль Норвегия | Доминик Парис Италия      | Давид Пуассон Франция         |
| Супергигант см. подробнее       | 6 февраля  | Тед Лигети США                | Готье де Тессьер Франция  | Аксель Лунд Свиндаль Норвегия |
| Гигантский слалом см. подробнее | 15 февраля | Тед Лигети США                | Марсель Хиршер Австрия    | Манфред Мёльгг Италия         |
| Слалом см. подробнее            | 17 февраля | Марсель Хиршер Австрия        | Феликс Нойройтер Германия | Марио Матт Австрия            |
| Суперкомбинация см. подробнее   | 11 февраля | Тед Лигети США                | Ивица Костелич Хорватия   | Ромед Бауман Австрия          |

### Женщины

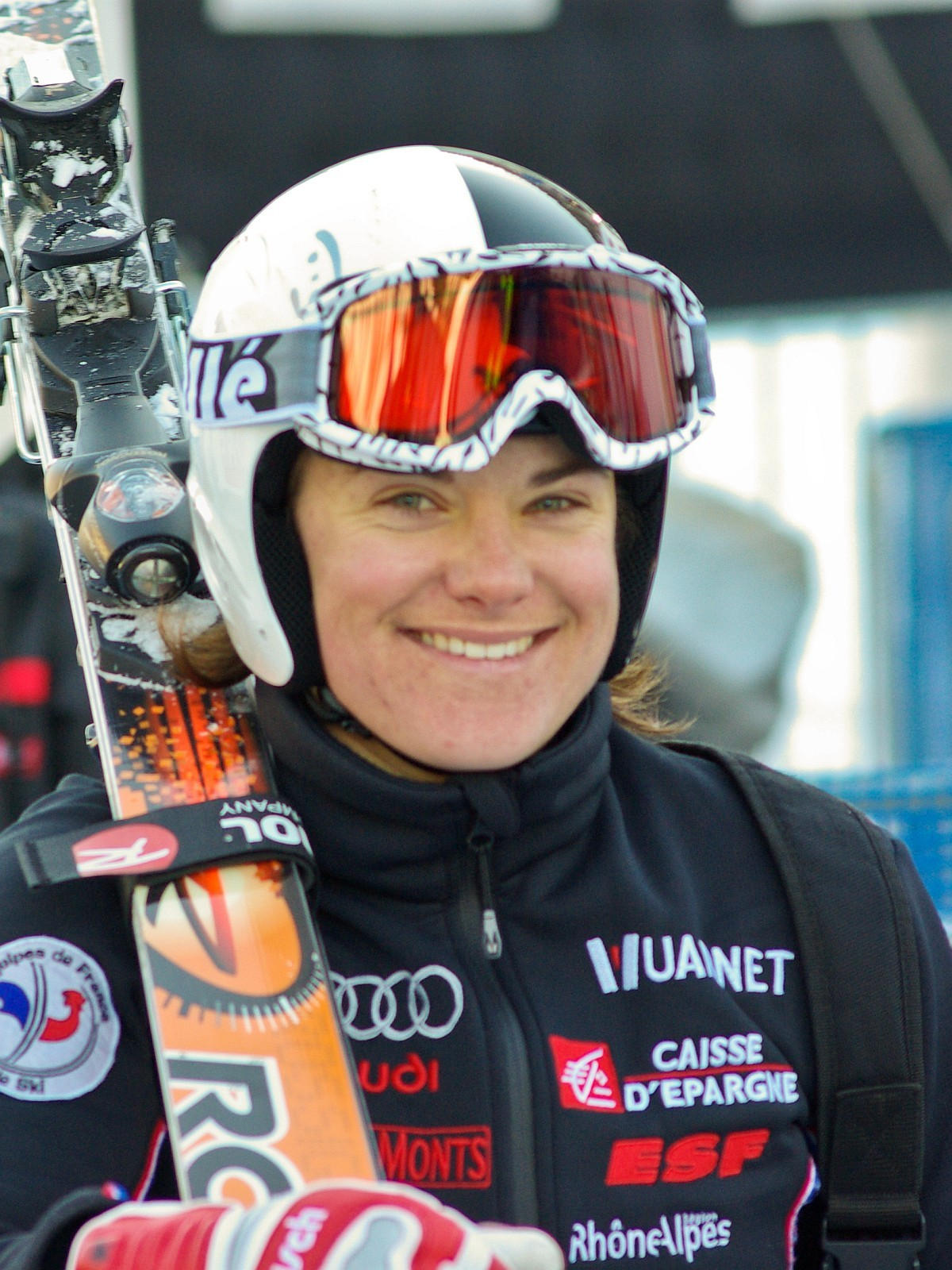
30-летняя француженка Марион Роллан, за карьеру не выигравшая ни одного этапа Кубка мира, стала чемпионкой мира в скоростном спуске

| Дисциплина                      | Дата       | Золото                   | Серебро                    | Бронза                   |
| Скоростной спуск см. подробнее  | 10 февраля | Марион Роллан Франция    | Надя Фанкини Италия        | Мария Хёфль-Риш Германия |
| Супергигант см. подробнее       | 5 февраля  | Тина Мазе Словения       | Лара Гут Швейцария         | Джулия Манкусо США       |
| Гигантский слалом см. подробнее | 14 февраля | Тесса Ворле Франция      | Тина Мазе Словения         | Анна Феннингер Австрия   |
| Слалом см. подробнее            | 16 февраля | Микаэла Шиффрин США      | Михаэла Кирхгассер Австрия | Фрида Хансдоттер Швеция  |
| Суперкомбинация см. подробнее   | 8 февраля  | Мария Хёфль-Риш Германия | Тина Мазе Словения         | Николь Хосп Австрия      |

### Команды
| Дисциплина                         | Дата       | Золото | Серебро | Бронза                                                                                                  |
| Командное первенство см. подробнее | 12 февраля | Австрия · Николь Хосп · Михаэла Кирхгассер · Кармен Тальман · Марсель Хиршер · Марсель Матис · Филипп Шёргхофер | Швеция · Натали Эклунд · Фрида Хансдоттер · Мария Пиетиля Хольмнер · Йенс Бюггмарк · Маттиас Харгин · Андре Мюрер | Германия · Лена Дюрр · Мария Хёфль-Риш · Вероника Хронек · Фриц Допфер · Штефан Луйц · Феликс Нойройтер |

### Общее количество медалей

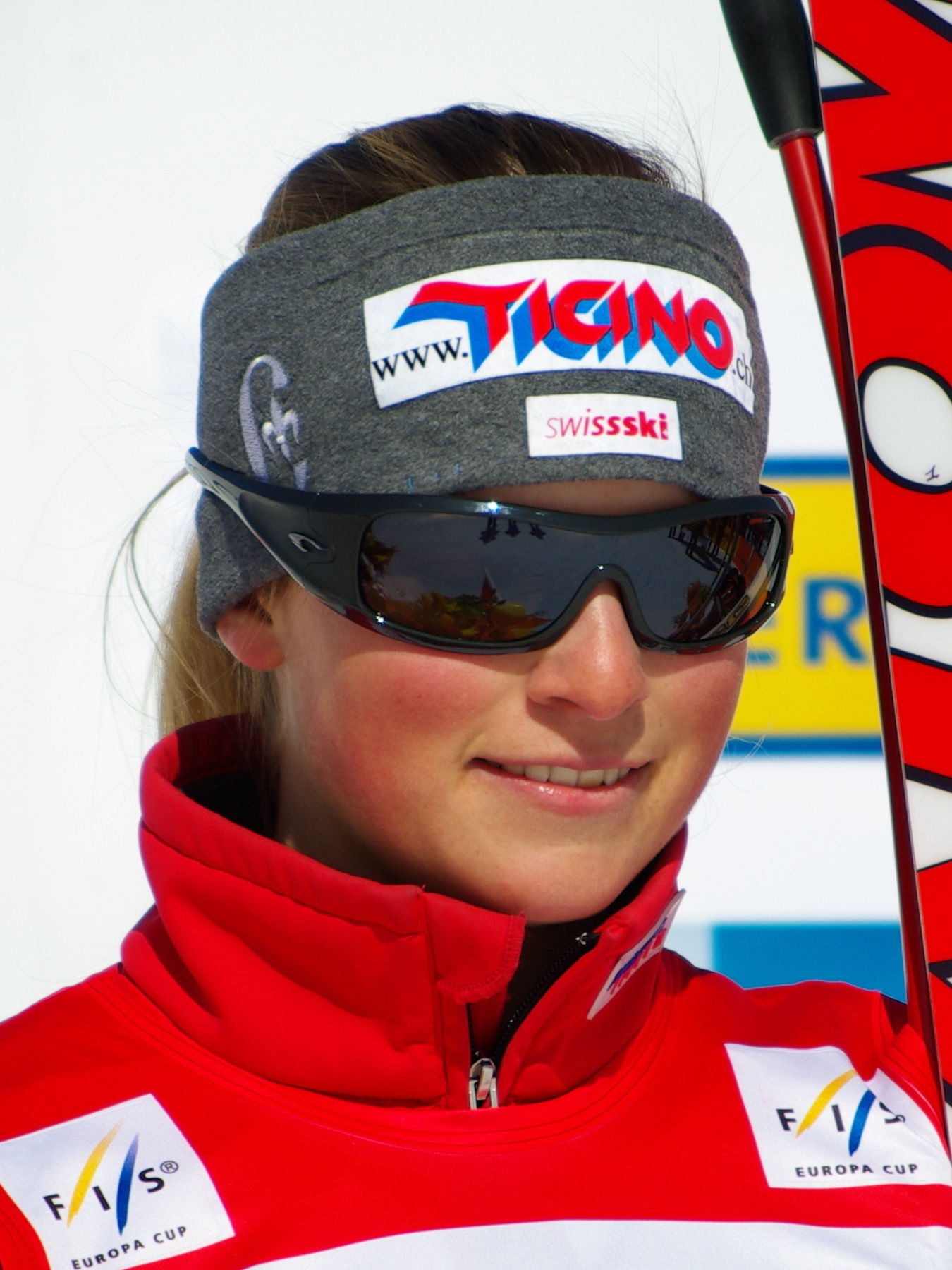
Лара Гут, заняв второе место в супергиганте, принесла Швейцарии единственную награду на чемпионате (фото 2008 года)

| № | Страна    | Золото | Серебро | Бронза | Всего |
| - | --------- | ------ | ------- | ------ | ----- |
| 1 | США       | 4      | 0       | 1      | 5     |
| 2 | Австрия   | 2      | 2       | 4      | 8     |
| 3 | Франция   | 2      | 1       | 1      | 4     |
| 4 | Словения  | 1      | 2       | 0      | 3     |
| 5 | Германия  | 1      | 1       | 2      | 4     |
| 6 | Норвегия  | 1      | 0       | 1      | 2     |
| 7 | Италия    | 0      | 2       | 1      | 3     |
| 8 | Швеция    | 0      | 1       | 1      | 2     |
| 9 | Швейцария | 0      | 1       | 0      | 1     |
| 9 | Хорватия  | 0      | 1       | 0      | 1     |

## Программа чемпионата
- 4 февраля — церемония открытия
- 5 февраля — супергигант (женщины)
- 6 февраля — супергигант (мужчины), тренировка скоростного спуска (женщины)
- 7 февраля — тренировка скоростного спуска (мужчины), тренировка скоростного спуска (женщины)
- 8 февраля — суперкомбинация (женщины), тренировка скоростного спуска (мужчины)
- 9 февраля — скоростной спуск (мужчины), тренировка скоростного спуска (женщины)
- 10 февраля — скоростной спуск (женщины), тренировка скоростного спуска (мужчины)
- 11 февраля — суперкомбинация (мужчины)
- 12 февраля — командное первенство
- 13 февраля — нет стартов
- 14 февраля — гигантский слалом (женщины), квалификация гигантского слалома (мужчины)
- 15 февраля — гигантский слалом (мужчины)
- 16 февраля — слалом (женщины), квалификация слалома (мужчины)
- 17 февраля — слалом (мужчины)